# Genji (cràter)
Genji és un cràter de l'asteroide del tipus Amor (433) Eros, situat amb el sistema de coordenades planetocèntriques a -19.5 ° de latitud nord i 88.6 ° de longitud est. Fa un diàmetre de 1.5 km. El nom va ser fet oficial per la UAI l'any 2003 i fa referència al Príncep Genji, amant de Fujitsubo de la novel·la japonesa Genji Monogatari, de Murasaki Shikibu (Japó, segle XI).